# Camera dei deputati (Paraguay)
La Camera dei deputati del Paraguay (ufficialmente in spagnolo: Honorable Cámara de Diputados de la República del Paraguay Cámara de Diputados) è la camera bassa del sistema bicamerale del Paraguay. Insieme al Senato, forma il Congresso (Congreso Nacional). Ha sede nella capitale Asunción.

## Elezione
Gli 80 parlamentari della Camera dei deputati sono eletti per 5 anni nei singoli collegi elettorali che corrispondono ai dipartimenti più la capitale Asunción. Il numero di parlamentari da eleggere dipende dalla popolazione.
Le ultime elezioni si sono svolte il 30 aprile 2023.